# Neumühle (Lißberg)

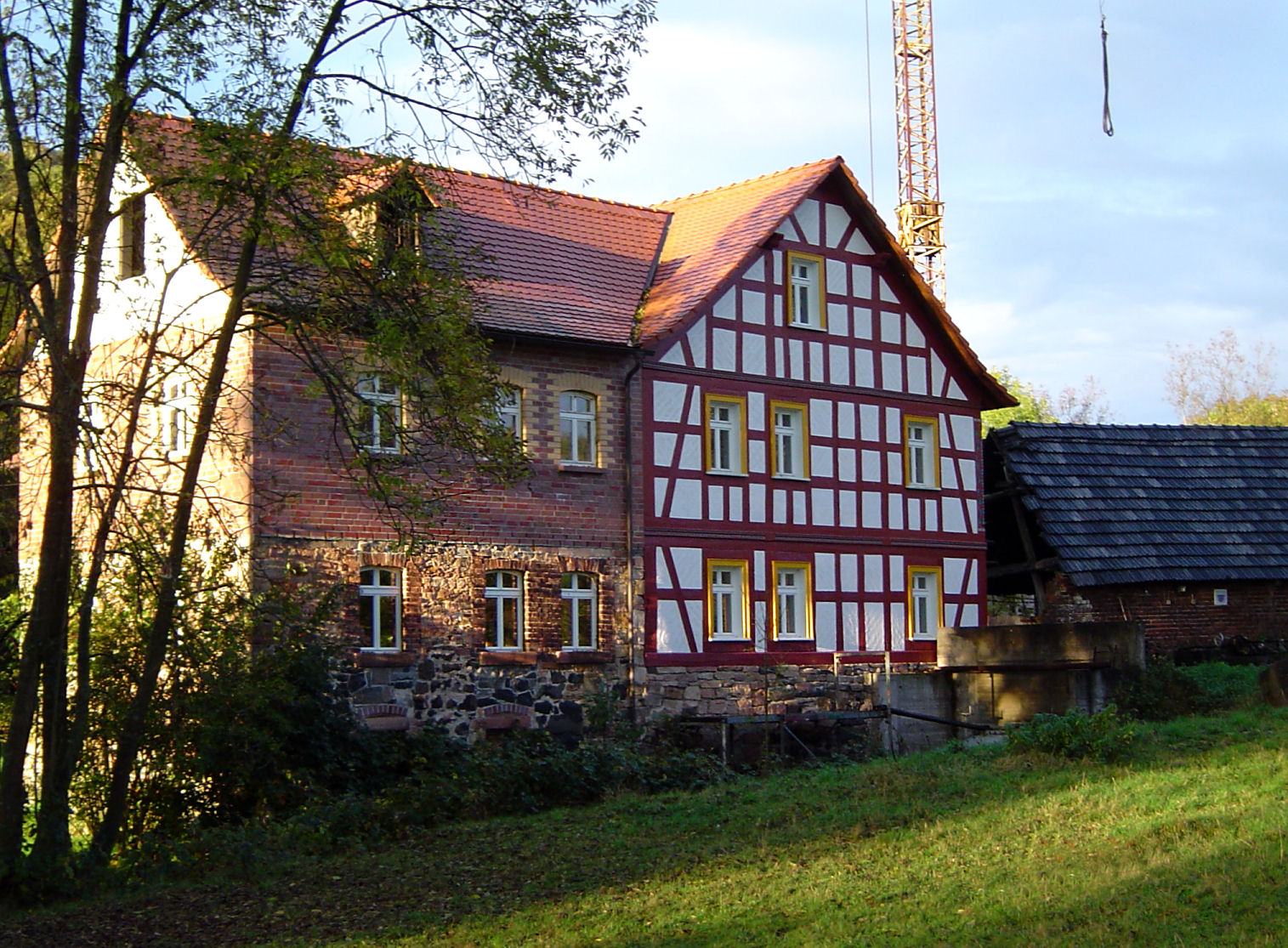
Blick auf die Neumühle in nördliche Richtung vom Vulkanradweg aus gesehen

Die Neumühle in Lißberg ist eine geschlossene, barocke Wassermühlenanlage im hessischen Wetteraukreis aus dem Jahre 1722. Sie wurde als Ersatz für die eingegangene Klostermühle in Konradsdorf erbaut. Im 19. Jahrhundert wurde die Anlage mehrfach stark verändert. Sie liegt in der Mitte dreier weiterer Mühlenanlagen und ist durch ihre abgelegene Lage topographisch aus diesen hervorgehoben. Die Gesamtanlage steht aus siedlungs- und wirtschaftsgeschichtlichen Gründen unter Denkmalschutz.

## Geographische Lage
Die Neumühle befindet sich im Wetteraukreis und gehört zu Lißberg, einem Stadtteil von Ortenberg. Sie liegt an der Nidder zwischen der Weidmühle und einer weiteren, flussaufwärts gelegenen Mühle in Lißberg auf 160 Meter Höhe über NN, unmittelbar am Vulkanradweg und der Bundesstraße 275. Etwa 2 km weiter flussaufwärts befindet sich das Nidderkraftwerk.

## Beschreibung

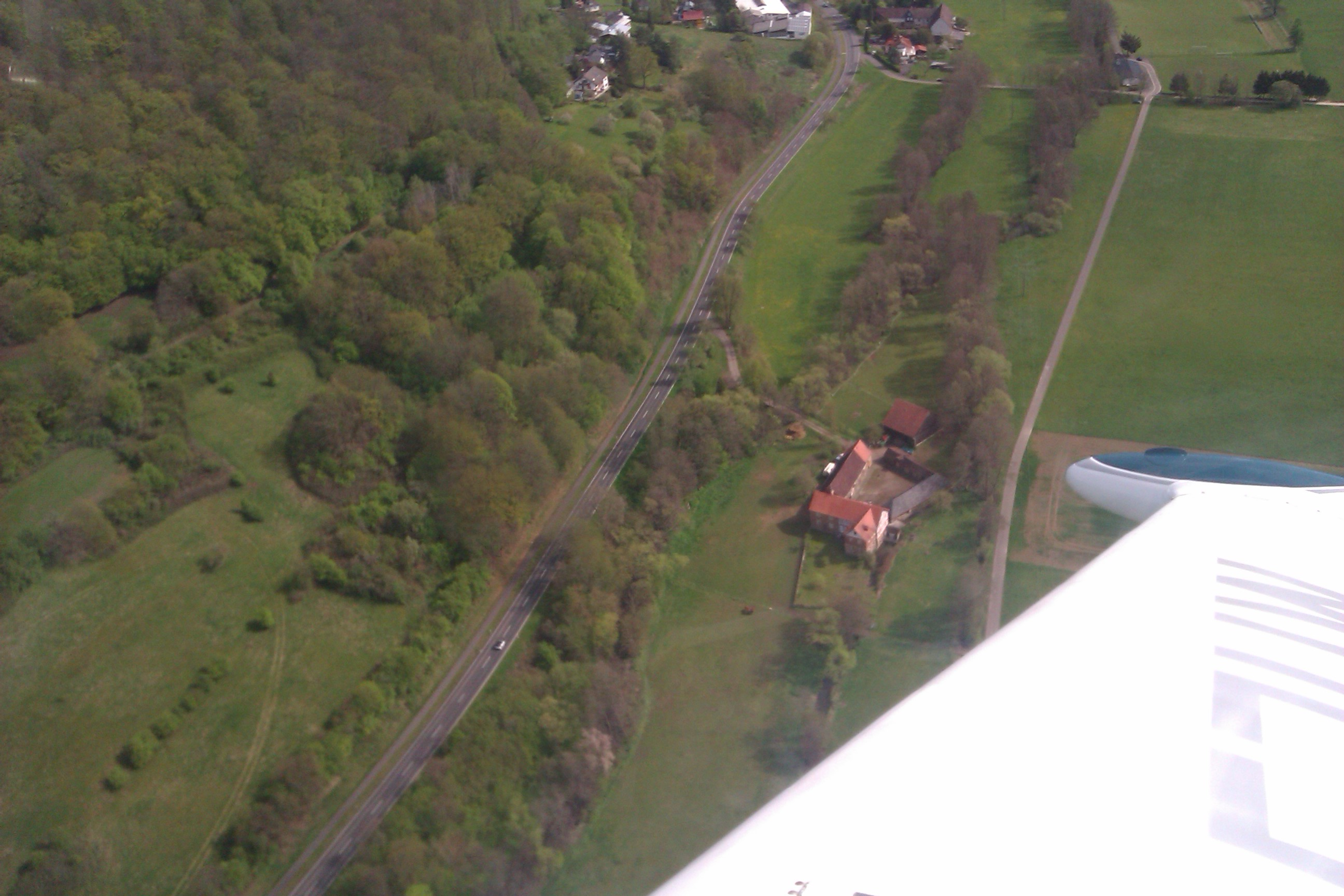
Luftaufnahme der Neumühle aufgenommen aus einer Meta Sokol

Um den trapezförmigen Innenhof sind drei zusammenhängende Gebäudekomplexe angeordnet. An der nördlichen Seite des Trapezes befindet sich ein Gebäudekomplex, der eine Scheune, den ehemaligen Kuhstall und das ehemalige Gesindehaus beherbergt. Am westlichen Teil des Trapezes ist ein Gebäudekomplex in Form eines spiegelverkehrten „L“ angesiedelt. In diesem Teil befinden sich der Wohn- und Mühlentrakt. Das Gebäude ist in einer Mischbauweise aus Naturstein, Fachwerk und Backstein gebaut worden (siehe Bild oben). Der südliche Teil dieses Gebäudekomplexes ist parallel zum Flusslauf ausgerichtet. Hier war der Mühlentrakt untergebracht und noch heute beherbergt er im Kellergeschoss das Getriebe und den Generator der Wasserkraftanlage.
Den südlichen und östlichen Teil der Gebäudeanordnung um den trapezförmigen Hof, bilden im Süden ein Unterstand und im Osten ein Sandsteinbau, der vier Stallungen für Schweine, Hühner und Pferde beinhaltete.
Wenige Meter nordwestlich des Hauptgebäudekomplexes befindet sich eine Scheune, die zur Lagerung von Stroh und Landmaschinen genutzt wurde.

## Heutige Bedeutung
Die Neumühle befindet sich heute im Privatbesitz einer Familie und wird permanent instand gesetzt. Die Familie erwarb das Anwesen im Jahre 1980 in baufälligem Zustand und renovierte es Stück für Stück, größtenteils in Eigenleistung. Weitere Teile des Hofes werden derzeit von der zweiten Generation der Eigentümer ausgebaut und instand gehalten.

## Energieversorgung

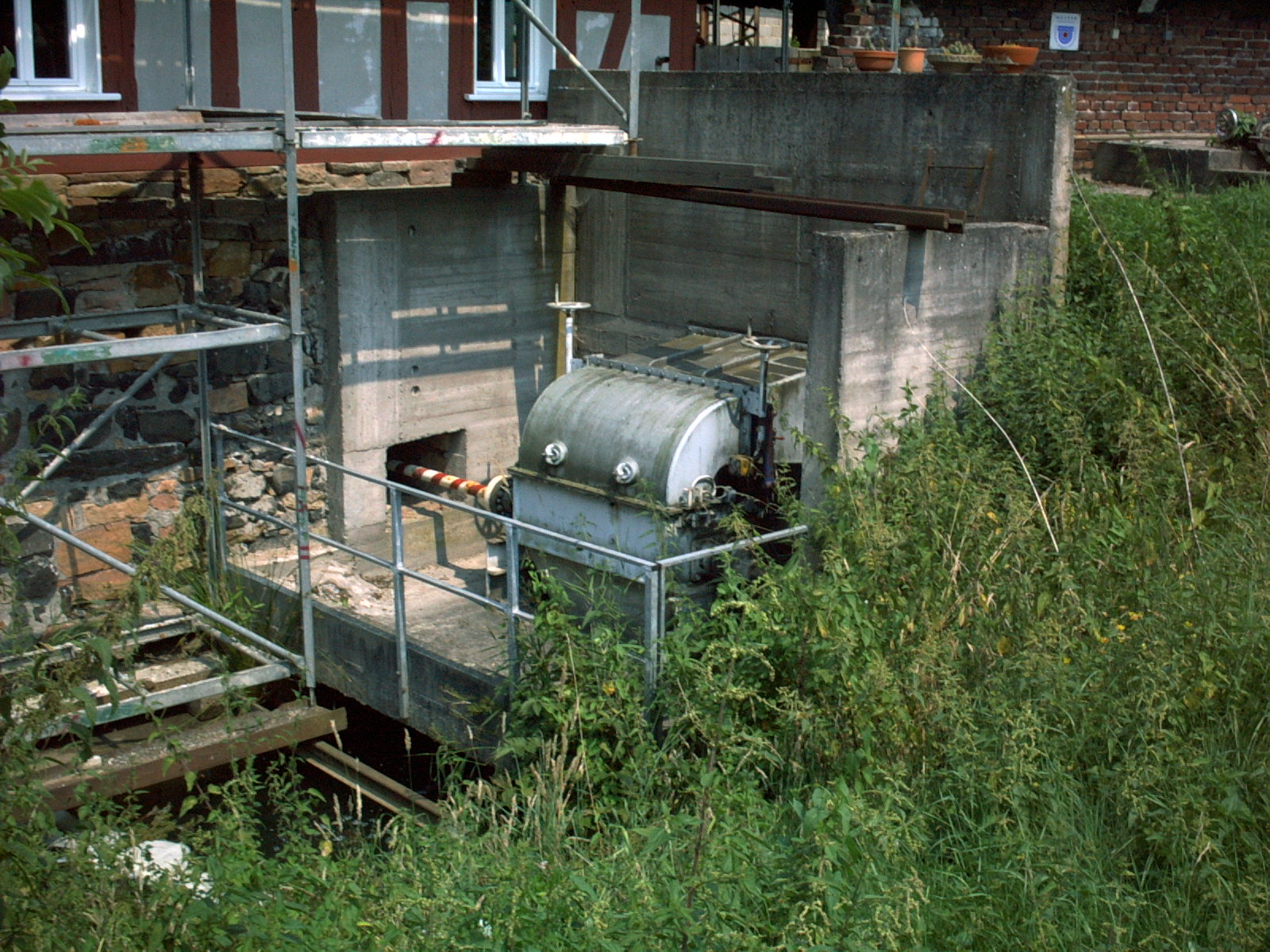
Blick auf die Ossberger-Turbine zur Energieversorgung des Anwesens

Die Neumühle verfügte bis zum Jahre 2015 über keinen Anschluss an ein Energieversorgungsunternehmen (EVU) und versorgte sich als sogenannter Inselbetrieb autark mit Elektrizität. Die gesamte elektrische Energieversorgung des Anwesens erfolgte über das in die Mühle integrierte Wasserkraftwerk mit einer installierten Leistung von rund 15 kW (el). Die Elektrizität wird mittels einer Ossberger-Turbine aus einer Fallhöhe von rund drei Metern erzeugt.
Ab dem Jahre 2015 erfolgte der Anschluss des Anwesens ans Stromnetz schrittweise. Zunächst wurde das renovierte Gesindehaus ans örtliche EVU angeschlossen. Später erfolgte der Anschluss des Wohn- & Mühlentraktes. Seit dem Jahre 2021 wurde durch die Eigentümer an der vollständigen Revision des Wasserkraftwerkes gearbeitet. Am 26. Mai 2022 speiste das Wasserkraftwerk zum ersten Mal probehalber im Netzparallelbetrieb ins Netz der Oberhessischen Versorgungsbetriebe ein.